# 华阅
华阅（？—前556年），中国春秋时期宋国右师，华元之子。
前564年春，宋国发生火灾。执政的司城乐喜命华阅主管右师，向戌主管左师，督促属官，令四个乡正祭祀四乡神灵，在宋都西门外祭祀盘庚。前559年，齐国崔杼、宋国华阅、仲江攻打秦国。《春秋经》没有记载他们的名字，是因为他们怠惰。冬，鲁国季孙宿和晋国士匄，宋国华阅、卫国孙林父、郑国公孙虿、莒国人、邾国人为商讨安定卫国，在戚地会见。前556年，华阅死，华臣派人去杀华皋比的家总管华吴。